# 洗足田園都市

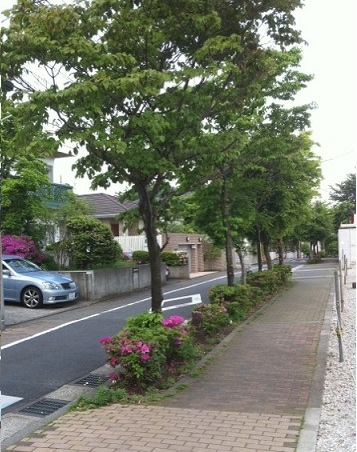
品川区小山七丁目の街並み（2012年）

洗足田園都市（せんぞくでんえんとし）は、理想的な住宅地「田園都市」開発を目的に1918年に実業家渋沢栄一らによって立ち上げられた田園都市株式会社により1922年6月に分譲が開始された東急目黒線洗足駅を中心とする目黒区、品川区、大田区にまたがる高級住宅街。
現在、洗足田園都市の住所表記は存在しない。

## 理念

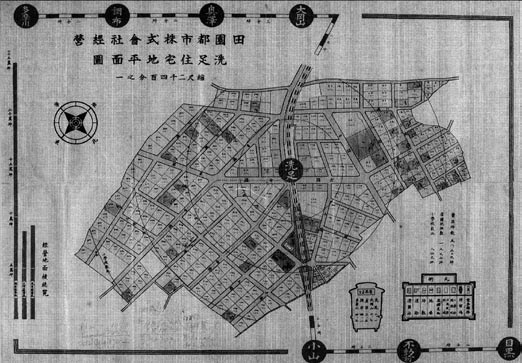
田園都市株式会社経営洗足住宅地平面図

田園都市（Garden city）はイギリス人都市計画家、エベネザー・ハワードがその著書「明日の田園都市」で提唱したもので、ハワードの思想はヨーロッパで20世紀の都市づくりや集合住宅の設計などに大きな影響を与えた。明治財界の大御所で、子爵渋沢栄一は数回の欧米視察で田園都市の必要性を感じ、1915年（大正4年）、パナマ運河開通記念万国博覧会に出席のため渡米前に、田園都市作りの企画検討を始めた。
米国からの帰国後、渋沢栄一は営利活動から身を引いたが、ことあるごとに田園都市構想を説き、1918年（大正7年）に計画ができた。引退していた栄一に代わり、翌年、その息子の秀雄が田園都市会社の支配人となった。秀雄はハワードの考えに基づいて作られたイギリスの町、レッチワースを訪れるなど計画の具体化に向け邁進し、1922年（大正11年）に洗足田園都市の分譲を開始した。秀雄の海外で学んだ理想も田園都市の中に多く反映されており、その理念は後年の多摩田園都市など東急グループによる都市開発にも継承されている
田園都市株式会社が意図した構想は、同社のブローシャー「田園都市案内」（大正12年1月）に見ることが出来る。

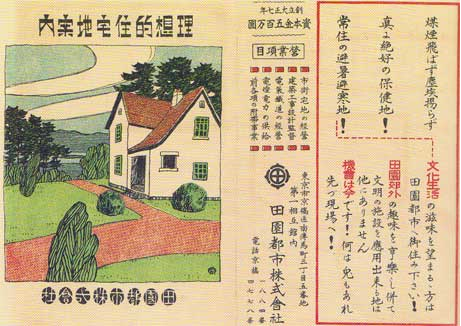
田園都市株式会社ブローシャー

「さり乍ら都市集中の趨勢激しき今日大都市を離れて生活資料を自給し得る新都市を建設するのは至難の事であります。故に一方に於いて大都会の生活の一部を為すと共に他方に於いて文明の利便と田園の風致とを兼備する大都市付属の住宅地ありとせば如何に満足多きことでありませう。此の目的に添ふ住宅地の要件としては私共は凡そ次のことを要求したいと思ひます。
- 土地高燥にして大気清純なること。
- 地質良好にして樹木多きこと。
- 面積は少くとも十万坪を有すること。（※洗足田園都市は８.4万坪だった）
- 一時間以内に都会の中心地に到達し得べき交通機関を有すること。
- 電信、電話、電燈、瓦斯水道等の設備完整せること。
- 病院、学校、倶楽部等の設備あること。（※当時、病院、学校は無かった）
- 消費組合の如き社会的施設をも有すること。（※当時、消費組合は無かった）

※分譲当時の洗足田園都市は田園都市の定義を完全には満たしていなかった。
右の如き住宅地を単に郊外市と呼捨てるのは餘りに物足りなく思ひます。天然と文明、田園と都市の長所を結合せる意味に於て同じく田園都市と呼ぶも強ち不當ではあるまいと思ひます。」
土地柄としては「文明の利便と田園の風致」、「天然（自然）と文明」、「田園と都市の長所を結合せる」ことはうたわれているが、ロケーションについてはあくまで「大都市付属の住宅地」、「一時間以内に都会の中心地に到達し得べき交通機関を有すること」と初めからなっており、田園都市内に必ずしも勤務先も包含するものではなく、自給自足都市を敢えて指向していないところに、ハワードの思想を独自に発展させ、現実化した様がうかがえる。

## 概要

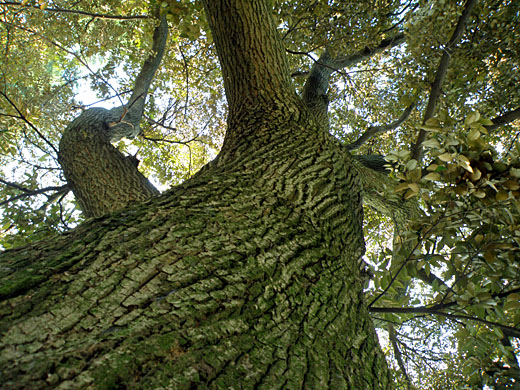
洗足田園都市の各区画に植樹されたスダジイ

渋沢栄一を中心として1917年に設立された田園都市により開発、分譲された高級住宅街。当時欧米における田園趣味豊かな街の姿をモデルとして、東京郊外の台地に田園都市を創造することが目的とされた。現在の目黒区洗足二丁目のおよそ七割、品川区小山七丁目のほぼ全て、旗の台六丁目の約半分、荏原 七丁目の西側の極一部分、大田区北千束一丁目及び二丁目の北側の極一部にまたがる地域が事業対象地。
この都市建設の基盤となる交通機関として、目黒蒲田電鉄（1923年開通）、大井町線（1927年大井町－大岡山間）が敷設され、その他道路・水道・電気・ガス・遊園地・スポーツ・医療等の諸施設も整備された。
1922年6月、第一期分譲地として18.2ヘクタール（5.5万坪）、353区画、区画ごとにスダジイが植樹され、分譲が開始された。富士の眺めのよい地点で、住宅建築には建ぺい率50％、3階以下とする、塀は設けないか、設けるにしても瀟洒典雅なものにする等、美観を保ち環境悪化を防ぐための条件が決められていた。この地域がやがて新しい高級住宅街となった。1923年関東大震災の影響で、郊外に住宅を求める市民が多くなり、この田園都市は急激に人気を集めた。
第一期分譲地に続いて、田園都市株式会社による第二期分譲地および東洗足分譲地（3,500坪）、目黒蒲田電鉄による北千束分譲地も提供され、合わせて574区画、27.9ヘクタール（約8.4万坪）の田園都市が形成された。
2012年（平成24年）3月20日、80余年の歴史を経た洗足会館の建て替えに伴う新築工事が完了。2013年（平成25年）10月5日には、一般社団法人「洗足会」の主催により「洗足田園都市「歴史を語る集い」」も開催されるなど、活発な文化活動が展開されている。

## 歴史

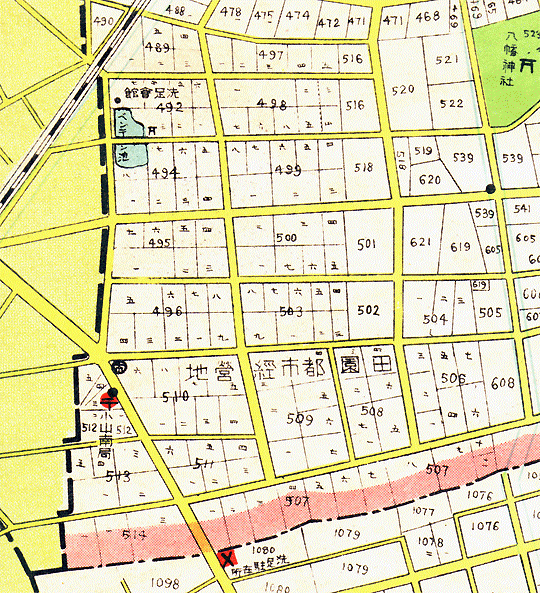
洗足田園都市区画（小山七丁目）

1915年（大正4年）2月、東京市長や司法大臣などを歴任した尾崎行雄の秘書を務めた畑弥右衛門が、尾崎の紹介で渋沢栄一を訪問して荏原郡開発を提案し、渋沢は中野武営に相談する。渋沢も中野も、欧米の都市を念頭に置いて田園郊外住宅地開発とそれにともなう鉄道など諸般設備の整備を構想する。1916年（大正5年）11月、田園都市株式会社創立委員会が開催され、渋沢が委員長となる。1918年（大正7年）1月には、田園都市株式会社設立趣意書を発表。1918年（大正7年）9月2日、 田園都市株式会社が設立される。資本金50万円。 発起人には渋沢栄一（相談役）、社長に中野武営 、専務取締役に竹田政智が選出された
。
ただし中野は翌10月に急逝。社長の席は空席のまま、竹田が代表取締役となり会社の運営にあたった
。1919年（大正8年）8月25日 渋沢の四男渋沢秀雄が田園都市視察のため欧米11カ国訪問に横浜港から出発する。
田園都市株式会社はまず事業用地の買収を開始する。この時買収の対象としたのは洗足（現在の目黒区洗足二丁目、品川区小山七丁目）、大岡山、多摩川台（現在の田園調布）の3地区である。しかし、洗足地区は池上電気鉄道と用地買収が競合し土地価格が上昇したため、約5.5万坪（18万1千平米）を買収したところで一時中止した
。
田園都市株式会社は分譲地の開発に合わせて、これら地区に対する交通手段を確保するための鉄道を建設した。1922年（大正11年）3月24日、 田園都市株式会社の目黒線大崎町（目黒） - 調布村（多摩川）間の工事施行認可がおり、3月30日、目黒線を着工した。同年6月、 洗足地区にて洗足田園都市第一期分譲地の予約分譲を開始、完成前から分譲地の購入希望者が多数押し寄せた。同年10月には計画通り上下水道の設備、道路の舗装等の工事も完成し、12月には送電を開始した。洗足地区においては、洗足田園都市第一期分譲地に続いて、第二期分譲地である東洗足分譲地の約3,500坪（約1万1千平米）、目黒蒲田電鉄による北千束分譲地も提供され、合わせて574区画、約8.4万坪（約27万7千平米）の田園都市が形成された。
この時期に、鉄道部門を分離独立させることとなり、同年7月22日、目黒蒲田電鉄株式会社発起人総会（代表竹田政智）が開催される。同年9月2日、目黒蒲田電鉄株式会社（資本金350万円）創立総会が開催され、武蔵電気鉄道株式会社の経営に携わっていた五島慶太が専務取締役となり、以後の経営にあたる。

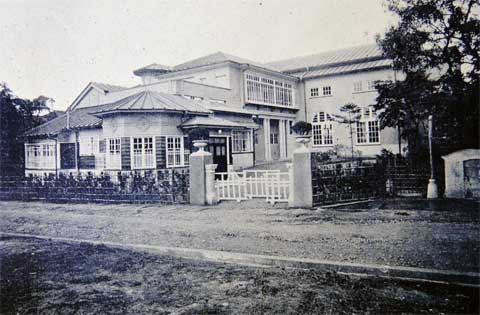
昭和6年（1931年）竣功当時の洗足会館

1923年（大正12年）2月26日 丸の内生命保険協会にて、洗足田園都市入居者の夕食会が開催され、176名が出席。委員会設置が決議され、海軍大将山屋他人が委員長に就任した。同年3月に、目黒蒲田電鉄は、目黒 - 丸子（現在の沼部）間を開業、洗足田園都市の居住者に交通の便を提供した。目黒線が開通した3月11日には、洗足駅前の広場にて、当時の鉄道大臣・大木遠吉、東京府知事など数多くの来賓が出席して盛大な開通祝賀行事が行なわれた。
同年4月12日には洗足会の第1回委員会が水交社にて開催された。委員会は陸海軍軍人、官吏、並びに実業界の中堅幹部を主流とする入居者の意見調整と田園都市株式会社との交渉を司り、理想的な田園都市になるよう申し合わせを行った。同年5月、田園都市株式会社は洗足田園都市（洗足駅前）に本社を移転、そこを拠点として多摩川台地区の開発を推進し、同年8月には多摩川台地区でも分譲を開始した。同年9月に起った関東大震災において、洗足田園都市の住宅には被害がほとんど出なかったことから多摩川台地区の住宅地は俄然売れ行きがよくなった。
1924年（大正13年）2月には洗足地区の分譲が完了した。1928年（昭和3年）5月5日、田園都市株式会社は、多摩川台地区などの分譲も完了したため、子会社であった目黒蒲田電鉄に吸収合併され、田園都市事業は目黒蒲田電鉄田園都市部が継承することになった。1929年（昭和4年）12月20日、社団法人洗足会が発足。同会は1930年（昭和5年）秋、会員の伊藤文四郎に設計を依頼し、洗足会館（品川区小山七丁目5番）を建設、翌春竣功した。1931年（昭和4年）5月5日、洗足会館落成式が会員、その家族等数百名を集めて挙行された。

## 年表

### 田園都市株式会社設立

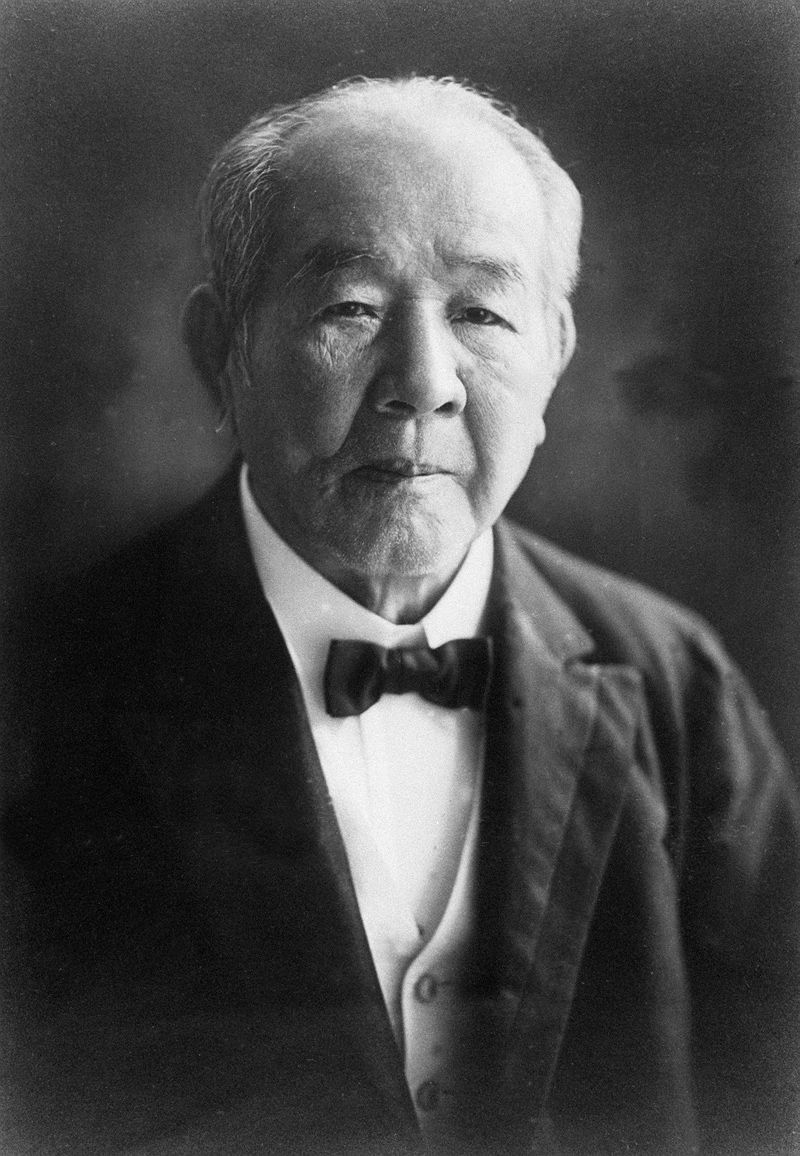
渋沢栄一

- 1918年（大正7年）1月 田園都市株式会社設立趣意書発表
- 1918年（大正7年）9月2日 田園都市株式会社（資本金50万円）設立。 社長に中野武営、相談役に渋沢栄一就任[20]。
- 1918年（大正7年） 田園都市（株）、事業用地買収開始（対象地：洗足、大岡山、多摩川台の各地区）
- 1919年（大正8年）8月22日 渋沢秀雄、田園都市視察のため欧米11カ国訪問に出発
- 1920年（大正9年）3月6日 田園都市（株）傘下の荏原電気鉄道に大井町〜調布村間地方鉄道敷設免許
- 1920年（大正9年）5月18日 田園都市（株）、荏原電気鉄道の鉄道敷設免許を無償で譲り受ける
- 1921年（大正10年）2月15日 田園都市（株）に大崎町〜碑衾村間地方鉄道敷設免許
- 1921年（大正10年）5月26日 田園都市（株）、洗足地区に田園都市耕地整理組合設立
- 1921年（大正10年）11月 田園都市（株）、洗足地区の事業用地買収完了（総面積159万9000m2、別途大岡山地区に30万m2買収）
- 1922年（大正11年）3月24日 田園都市（株）の目黒線大崎町（目黒）〜調布村（多摩川）間工事施行認可
- 1922年（大正11年）3月30日 田園都市（株）、目黒線着工

### 洗足田園都市の土地分譲開始

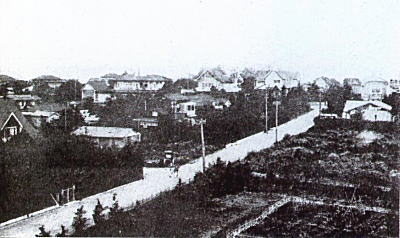
洗足田園都市の絵葉書

- 1922年（大正11年）6月 田園都市（株）、洗足地区（現在の目黒区洗足二丁目、品川区小山七丁目）にて洗足田園都市の土地分譲を開始。
- 1922年（大正11年）7月22日 鉄道部門を分離独立させることとなり目黒蒲田電鉄株式会社発起人総会開催（代表竹田政智）
- 1922年（大正11年）8月2日 田園都市（株）に電灯電力供給事業認可
- 1922年（大正11年）9月2日 目黒蒲田電鉄（株）（資本金350万円）創立総会開催
- 1922年（大正11年）10月 田園都市（株）、洗足田園都市の上下水道の設備、道路の舗装等の工事完成
- 1922年（大正11年）12月 田園都市（株）、洗足田園都市に送電開始
- 1923年（大正12年）2月26日 丸の内生命保険協会にて、洗足田園都市入居者の夕食会を開催。出席者は176名。委員会設置が決議され、海軍大将山屋他人が委員長に就任。
- 1923年（大正12年）3月11日 目黒線（目黒 - 丸子（現・沼部駅））が開通し、洗足駅が開業。駅前の広場にて、当時の鉄道大臣・大木遠吉、東京府知事など数多くの来賓が出席して盛大な開通祝賀行事が行なわれる
- 1923年（大正12年）4月12日、洗足会、第1回委員会を水交社で開催

### 田園都市株式会社の洗足田園都市への本社移転

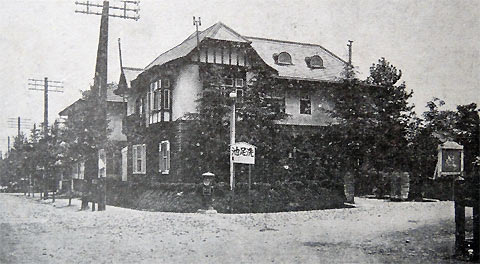
田園都市株式会社本社 （現在の東京都目黒区洗足二丁目25番）

- 1923年（大正12年）5月 田園都市（株）、洗足田園都市（洗足駅前）に本社を移転
- 1923年（大正12年）9月 関東大震災
- 1923年（大正12年）11月1日 目黒蒲田電鉄、蒲田線目黒〜蒲田間(13.2km)全通、目蒲線と呼称
- 1924年（大正13年）2月1日 田園都市（株）、洗足田園都市の田園都市耕地整理事業を完了
- 1928年（昭和3年）5月5日 田園都市（株）は目黒蒲田電鉄に吸収合併され、田園都市事業は目黒蒲田電鉄田園都市部が継承した。
- 1929年（昭和4年） 12月20日 社団法人洗足会が発足
- 1931年（昭和6年）春 洗足会館竣功 （品川区小山七丁目5番）
- 1931年（昭和6年）5月5日 洗足会館落成式
- 1931年（昭和6年）11月1日 渋沢栄一死去（92歳）

### 洗足会館の建て替え
- 2010年（平成22年）8月 土地の有効利用をはかる為、共同住宅を新築し、その一部を洗足会館として利用することを計画し、旭化成ホームズ株式会社との間で、工事請負契約を締結。
- 2011年（平成23年）秋　建築工事が終了、その後洗足会館室内を充実。
- 2012年（平成24年）3月20日 落成式を挙行。[17]
- 2013年（平成25年）4月1日 洗足会が社団法人から、一般社団法人へと移行。[22]

## 出身人物
- 服部良一 - 作曲家、編曲家

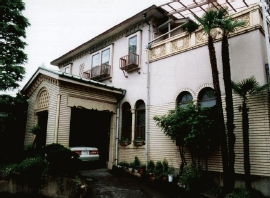
洗足田園都市内のスパニッシュ様式の洋館

- 戸板康二 - 演劇・歌舞伎評論家、推理作家、随筆家
- 十朱幸代 - 女優
- 若尾文子 - 女優
- 八千草薫 - 女優
- 竹中直人 - 俳優、映画監督、多摩美術大学美術学部グラフィックデザイン学科客員教授
- にしきのあきら - 歌手、タレント
- 吉田拓郎 - シンガー・ソングライター
- ヒロコ・グレース - タレント
- 渡辺晋 - 渡辺プロダクション創業者
- 皇后雅子 - 皇族

## 関連項目

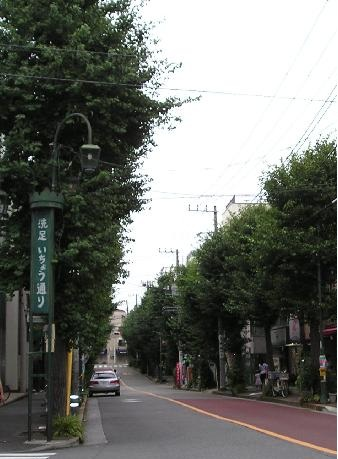
洗足いちょう通り（2009年7月）